# Droga wojewódzka 648
Die Droga wojewódzka 648 (DW648) ist eine 49 Kilometer lange Droga wojewódzka (Woiwodschaftsstraße) in der Woiwodschaft Podlachien in Polen. Die Strecke in den Powiaten Łomżyński und Kolneński verbindet mehrere hochrangige Straßen. Sie ermöglicht aus verschiedenen Richtungen eine Umfahrung der Stadt Łomża (Lomscha) in Richtung Warschau.

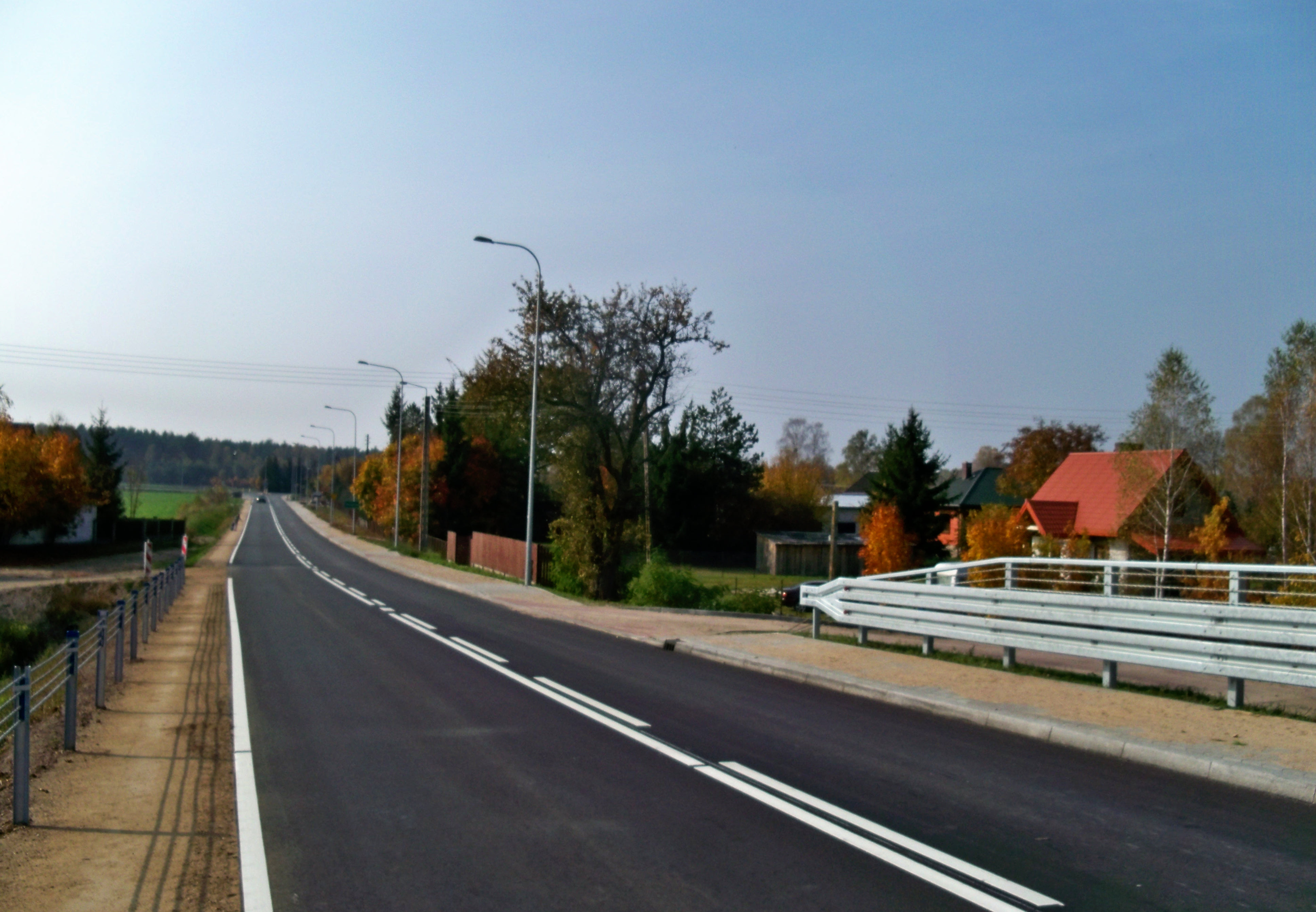
Die DW648 bei Morgowniki

Die Straße zweigt im Dorf Miastkowo von der Landesstraße DK61 (Warschau–Łomża–Augustów) ab und verläuft in nordöstlicher Richtung bis zur Stadt Nowogród. Dort wird der Fluss Narew gemeinsam mit der kreuzenden Woiwodschaftsstraße DW645 (nach Myszyniec) überquert. Eine weitere Brücke führt über die Pisa (Pisa, Pissek).
Im Dorf Korzeniste kreuzt die Landesstraße DK63 Radzyń Podlaski–Węgorzewo (Angerburg). Danach wendet sich die DW648 mehr nach Osten und erreicht im Dorf Przytuły die nach Osowiec-Twierdza führende Woiwodschaftsstraße DW668.

## Streckenverlauf
Woiwodschaft Podlachien, Powiat Łomżyński
-  Miastkowo (DK61)
-  Nowogród (DW645)
-  Nowogród, Brücke über den Narew
-  Morgowniki (DW645)
-  Morgowniki, Brücke über die Pisa

Woiwodschaft Podlachien, Powiat Kolneński
-  Korzeniste (DK63)
-  Stawiski

Woiwodschaft Podlachien, Powiat Łomżyński
-  Przytuły (DW668)